# Enicospilus laqueatus
Enicospilus laqueatus là một loài tò vò trong họ Ichneumonidae.